# Exocentrus saleyerianus
Exocentrus saleyerianus là một loài bọ cánh cứng trong họ Cerambycidae.